# Araucogonia speciosa
Araucogonia speciosa là một loài ruồi trong họ Tachinidae.